# تخوم أنكونة
 تخوم أنكونا (بالإيطالية: Marca Anconitana)‏ كان تخم حدودي تركزت حول مدينة أنكونة ثم فرمة ثم مشراتة في العصور الوسطى. اليوم يُحافظ على اسم هذه المنطقة كإقليم إيطالي يدعى ماركي، ويشمل تقريباً كامل الإقليم الحديث وليس فقط مقاطعة أنكونة.

## التاريخ
كانت تخوم أنكونا في الأصل جزءًا من الإمبراطورية الإيطالية، وتأسست حوالي عام 1100 من تخوم فيرمو [الإنجليزية] والجزء الجنوبي من البنتابوليس البيزنطية [الإنجليزية]. في البداية، أخذت التخوم اسم حاكمها الأول، فكانت تُعرف باسم «ماركا غوارنيري» أو «تخوم فيرنر [الإنجليزية]». وقد وقعت نزاعات بين الإمبراطورية والكنيسة حول الحقوق والاختصاصات في هذه التخوم. في عام 1173، قاد كريستيان من ماينز جيشًا إمبراطوريًا لغزو المنطقة لمواجهة المقاومة المؤيدة للبابوية بقيادة الكونتيسة بولترودا فرانجيباني. وفي عام 1177، أشار البابا ألكسندر الثالث إلى التخوم على أنها «تتبع جزئيًا للإمبراطورية، ولكنها بمعظمها تتبع الكنيسة».
وضُمت هذه التخوم بشكل نهائي إلى الدولة البابوية في عهد البابا إينوسنت الثالث في عام 1198، وأدارها ممثل بابوي يُدعى «الركتور». وكان ركتور أنكونا، مثل نظرائه في المقاطعات البابوية الأخرى، خاضعًا لسلطة ركتور عام يتبع مباشرة للبابا. خلال الإدارة البابوية، ضمت تخوم أنكونا ثلاث مدن يزيد عدد سكان كل منها عن 10,000 نسمة وهي: أنكونا، وأسكولي بيتشينو ، وفرمة.
وفي عام 1357، أُعيد تنظيم المقاطعة بموجب دستور سانكتا ماتر إكليزيا [الإنجليزية]. امتدت التخوم على طول البحر الأدرياتيكي شمالًا حتى مدينة أربينة، واحتوت على عدة مدن منها: لوريتو، وكاميرينو، وفرمة، ومشراتة، وأوزيمو، وسان سيفيرينو، وتولينتينو .
وفقًا لسيرة القديس فرنسيس الأسيزي التي كتبها بول ساباتييه بعنوان «الطريق إلى أسيزي»، أصبحت تخوم أنكونة موطنًا للفرنسيسكان الروحيين [الإنجليزية] بعد وفاة فرانسيس.

## الحكام
- Werner II of Spoleto (1093-1109)
- كونراد لوتزلهارد [الإنجليزية] (1177– )
- ماركوارد فون أنويلر (1184–1202)

### فهرس
1. ↑  Partner 1972، صفحة 141.
2. ↑  Calasso & Pivano 1934.
3. ↑  Partner 1972، صفحات 209, 211.
4. ↑  Partner 1972، صفحة 433.

### معلومات المراجع
- Calasso، Francesco؛ Pivano، Silvio (1934). "Marca e marchesi". Enciclopedia Italiana. Istituto dell'Enciclopedia Italiana. ج. 22. مؤرشف من الأصل في 2024-11-10.
- Partner، Peter (1972). The Lands of St. Peter: The Papal State in the Middle Ages and the Early Renaissance. University of California Press.